# Kim Kibum
Kim KiBum (Hangul : 김기범) est un chanteur et acteur sud-coréen, né le 21 août 1987 à Séoul. Il fait partie du groupe Super Junior jusqu’en 2009, date à laquelle il décide de mettre sa carrière de chanteur en pause pour se concentrer sur le jeu d’acteur.

## Biographie
Né le 21 août 1987 dans la ville de Séoul, Kim KiBum et sa sœur cadette Kim Sei Hee vivent dans la péninsule jusqu’à l’âge de dix ans, avant de déménager pour Los Angeles (Californie, États-Unis). Musicien dans l’âme, Kim KiBum passe la totalité de ses années de lycée en Californie, développant son talent naturel pour la musique (piano, guitare, chant…).
En 2002, il est recommandé pour une audition de la SM Entertainment et commence sa carrière musicale et le mannequinat entre Los Angeles et Séoul.

## Carrière
En 2002, Kim KiBum est repéré par un découvreur de talent qui lui conseille de passer une audition pour Starlight, grand casting organisé par la SM Entertainment (plus grande entreprise de divertissement de Corée du Sud). Grâce à cette audition, qu’il réussit, il est accepté dans l’agence et devient stagiaire sous contrat. La compagnie le forme au chant, à la danse et au mannequinat. Durant cette période, Kim KiBum vit entre deux villes, Los Angeles, où se trouve sa famille, et Séoul, où se trouve sa vie d’idol. 
Son arrivée sur la scène globale se fait en 2004, avec une première apparition dans la série sud-coréenne April Kiss, produit pas KBS2 ainsi qu’une publicité pour la marque Elite (엘리트) School Uniform - "Basic" (베이직). Ces événements marquent le début de ses carrières de mannequin et d’acteur.
En 2005, il intègre le groupe Super Junior, composé alors de 12 membres, dans lequel il occupe plusieurs places, oscillant entre les rôles de chanteur, rappeur et visual. Un visual est une personne qui a le rôle de visuel dans le groupe. En tant que mannequin, il est alors souvent mis en avant dans les clips vidéo et les séances photos grâce à son apparence. En parallèle de cette nouvelle opportunité, il continue son parcours sur le petit écran, à travers diverses publicités et une nouvelle série, Sharp 2. C’est cette série qui lancera réellement sa carrière et lui permettra d’être mieux connu du grand public.
Entre 2006 et 2009, Kim KiBum ne participera qu’à peu de publicités et une série, Snow Flower, mais sera néanmoins très actif avec son groupe, Super Junior. En effet, le groupe connait un succès grandissant et l’agence le met fortement en avant pour accroitre son influence dans la péninsule. En 2006, il tourne dans Mystery-6, un documentaire parodique d'horreur, aux côtés d'autres membres de son groupe. C’est ainsi qu’en 2007, il participera, avec les autres membres de son groupe, au film Attack on the pin-up boys, une comédie burlesque qui retrace l’aventure d’adolescents en quête de popularité dans leur lycée. 
L’année 2009 marque un tournant dans l’histoire de son groupe mais également dans la sienne puisqu’après l’énorme succès que rencontre l’album Sorry, Sorry, Kim KiBum décide de mettre en pause sa carrière de chanteur pour se concentrer sur sa carrière d’acteur. Cependant, celle-ci restera plutôt inactive jusqu’en 2010, année qui marquera son retour à l’écran avec le film Joomoonjin, dans lequel il apparait aux côtés de Hwang Bora, actrice avec laquelle il a partagé l’écran précédemment dans la série Rainbow Romance (2006). Depuis lors, Kim KiBum tourne dans quelques séries telles que Deep Rooted Tree en 2011 ou encore, plus récemment, Lucky Tempo en 2016.
2015 marque la fin du contrat qui lie Kim KiBum avec son agence, la SM Entertainment. Après dix ans, le chanteur, désormais acteur, a décidé de ne pas renouveler celui-ci et entame donc désormais un nouveau contrat, dans une nouvelle agence : Y Team Entertainment. Cette agence, beaucoup moins influente que la SM Entertainment, gère les carrières de Ga DeukHee, Jeon NoMin et Kang SeoJun et donc celle de Kim KiBum depuis juillet 2016.

## Apparitions

### Films
| Titre                                            | Année |
| ------------------------------------------------ | ----- |
| Girls in the Cage - 걸스 인 더 케이지            | 2022  |
| My Kitchen Lover - 泡菜爱上小龙虾                | 2018  |
| Joomoonjin - 주문진                              | 2010  |
| Attack on the Pin-Up Boys - 꽃미남 연쇄 테러사건 | 2007  |

### Séries
| Titre                                        | Production | Année |
| -------------------------------------------- | ---------- | ----- |
| April Kiss - 4월의 키스                      | KBS        | 2004  |
| Sharp 2 - 반올림# 2                          | KBS        | 2005  |
| Mystery-6                                    |            | 2006  |
| Snow Flower - 눈꽃                           | SBS        | 2006  |
| Rainbow Romance - 레인보우로망스             | MBC        | 2006  |
| To Marry a Millionaire - 백만장자와 결혼하기 | SBS        | 2006  |
| Chunja's Happy Events - 춘자네 경사났네      | MBC        | 2008  |
| Deep Rooted Tree - 뿌리깊은 나무             | SBS        | 2011  |
| I love Lee TaeRi - 아이러브 이태리           | tvN        | 2012  |
| The Semi-Gods and Semi-Devils - 天龙八部     | Hunan TV   | 2013  |
| Lucky Tempo - 吉祥天宝                       | LETV       | 2016  |

### Publicités
| Marque                                                         | Date |
| -------------------------------------------------------------- | ---- |
| Elite (엘리트) School Uniform                                  | 2005 |
| Crown Confectionary (크라운제과) - My Chew (마이쮸) with Sugar | 2005 |
| Hyundai Motors (현대자동차) - NF 소나타                        | 2005 |
| KTF Enterprise                                                 | 2005 |
| Ottogi (오뚜기) - 라면볶이                                     | 2006 |
| SKC&C 'PMP'                                                    | 2006 |